# Posturas en el activismo LGBT+ en la invasión israelí en Gaza
La defensa LGBT+ durante el conflicto en Israel-Gaza ha sido un tema significativamente controvertido. Muchas personas LGBT se han aliado con causas pro-palestinas, especialmente en movimientos de protesta contra la invasión en curso y el presunto genocidio en Gaza.Algunas personas LGBT+ pro-palestinas han señalado una causa común entre la Movimiento de liberación LGBT y la liberación palestina, aunque otras han calificado estos movimientos de antisemitas y contradictorios. Por otro lado, algunas personas LGBT+ pro-israelíes han expresado sentirse excluidos de espacios tradicionalmente LGBT+ debido al activismo LGBT+ pro-palestino.

## Contexto
La guerra en Gaza ha generado protestas, manifestaciones y vigilias en todo el mundo. Estos eventos se han centrado en una variedad de temas relacionados con la beligerancia, incluyendo demandas de un alto el fuego, el fin del bloqueo y la ocupación israelí, la liberación de rehenes israelíes, la protesta contra crímenes de guerra y la provisión de ayuda humanitaria a Gaza. Las protestas contra las acciones de Israel en Gaza han sido particularmente de gran convocatoria en el mundo árabe. Desde que comenzó el conflicto el 7 de octubre de 2023, el número de muertes ha superado las 40 000.

## Defensa de los derechos LGBT+ en Palestina
Activistas LGBT+ pro-palestinos han afirmado que el uso de la bandera del orgullo y la defensa de los derechos LGBT+ por parte de Israel constituye una forma de pinkwashing, especialmente cuando busca mejorar la imagen de Israel a nivel global. Voces pro-israelíes argumentan que las personas LGBT+ y trans palestinas enfrentan una represión significativa en los territorios palestinos, mientras que en Israel existen protecciones significativas para las personas LGBT+.En respuesta, las voces pro-palestinas señalan la hipocresía de criticar las perspectivas palestinas sobre la homosexualidad como represivas, cuando ministros de extrema derecha en Israel promueven discursos homofóbicos. Además, destacan la contradicción de celebrar derechos iguales para las personas LGBT+ mientras los palestinos «no tienen derechos iguales como seres humanos» y las personas LGBT+ palestinas enfrentan una violencia significativa tanto por el conflicto como por la explotación de su sexualidad por parte de Israel.
Los palestinos LGBT+ que intentan buscar asilo en Israel continúan enfrentando un racismo significativo y pueden ser excluidos del sistema de salud y de los permisos de residencia.El profesor palestino LGBT+, Sa'ed Atshan, argumenta que es «muy peligroso patologizar a la sociedad palestina como exclusivamente homofóbica» y «excepcionalmente intolerante a nivel colectivo», ya que esto deshumaniza y estigmatiza a los palestinos. Muchos activistas LGBT+ pro-palestinos han protestado por simpatía hacia la crisis humanitaria resultante del conflicto, afirmando que existen objetivos compartidos entre la Movimiento de liberación LGBT y la liberación palestina.

### Queers por Palestina
Muchos grupos LGBT+ han expresado abiertamente su apoyo a Palestina en oposición a Israel, incluyendo a periodistas LGBT+ que renunciaron al New York Times debido a la cobertura del conflicto, y a numerosos artistas LGBT+ que anunciaron públicamente su respaldo a Palestina.. Un grupo anónimo en redes sociales, llamado Queers for Palestine, se formó para registrar qué grupos de defensa LGBT+ han firmado una declaración titulada «No Pride in Genocide» (Sin orgullo en el genocidio). Muchos escritores pro-israelíes han desestimado el aumento de este activismo, argumentando que ser LGBT+ a favor de Palestina es similar a «pollos apoyando a KFC», dado que la sociedad palestina sigue siendo conservadora respecto a los derechos LGBT+. Como resultado del incremento en el activismo pro-palestino, varios programas de comedia israelíes comenzaron a emitir sketches satíricos que se burlan de esta supuesta hipocresía, sugiriendo que los combatientes de Hamás lanzarían a los manifestantes estudiantiles desde edificios.

### Respuesta de judíos LGBT+
Muchos judíos LGBT+, tanto sionistas como no sionistas, han buscado apoyo en grupos de defensa LGBT+ judíos durante el conflicto. Ambos grupos han señalado tensiones con diversas comunidades debido a la intersección de sus creencias. Un columnista de The Jerusalem Post escribió que Queers for Palestine ha causado un dolor y una sensación de traición significativos para muchos judíos LGBT+ e israelíes. También criticaron a algunos judíos LGBT+ que apoyaron a Queers for Palestine por aceptar «el falso binario izquierdista de... el oprimido y el opresor». Un rabino LGBT+ argumentó que, a pesar de oponerse a la ocupación de Cisjordania, consideraba que el enfoque de muchos activistas LGBT+ sobre el tema era reductivo, lo cual lo había alejado de participar en algunos espacios LGBT+. Otro escritor judío LGBT+ sostuvo que los antecedentes de sufrimiento tanto judíos como LGBT+ brindan contexto al activismo pro-palestino de muchos judíos LGBT+ durante el conflicto.

### Otros grupos
ACT UP NY ha ayudado a organizar importantes acciones de defensa y protestas a favor de Palestina, así como llamados a un alto al fuego en el conflicto. Este capítulo también ha respaldado el movimiento de Boicot, Desinversiones y Sanciones (BDS). Un grupo llamado Queers Undermining Israeli Terrorism ha organizado múltiples protestas relacionadas con el conflicto, incluyendo esfuerzos para presionar al festival de cine LGBTQIA+ local para que deje de recibir fondos del consulado israelí, además de realizar teatro callejero en apoyo al movimiento BDS. Activistas LGBT+ pro-palestinos también han instado a otros grupos de defensa LGBT+, como GLAAD y Human Rights Campaign, a respaldar los llamados a un alto al fuego.

## Defensa de los derechos LGBT+ en Israel
Como resultado de la crisis de rehenes causada por el conflicto en curso entre Israel y Hamás, Tel Aviv canceló su celebración del Desfile del Orgullo de 2024. Muchos LGBT+  proisraelíes han sentido incomodidad en algunos espacios LGBT+ debido al activismo pro-palestino dentro de la comunidad LGBT+.

## Protestas
Durante varios desfiles del Orgullo en 2024, mientras el conflicto seguía en curso, algunos grupos organizaron marchas contrarias a favor de Palestina. Muchas marchas de lesbianas (Dyke march) se convirtieron en llamados explícitos en contra de los conflictos en curso, como «en Palestina, la República Democrática del Congo, Etiopía, Haití, Birmania, Sudán y Ucrania». Durante el Desfile del Orgullo de Filadelfia, los contraprotestantes LGBT+ interrumpieron la marcha,  con un video mostrando a un participante del desfile discutiendo con los contramanifestantes. En un momento, los manifestantes pro-palestinos se enfrentaron a la banda de tambores. Se observó que los manifestantes coreaban varios lemas como «No hay orgullo en el genocidio». 
Activistas LGBT+ pro-palestinos hicieron un llamado a boicotear el Orgullo de San Francisco en 2024 debido a la presencia de patrocinadores corporativos, la participación de la policía y la designación de Billy Porter, quien había hecho declaraciones a favor de Israel, como gran mariscal del evento. Otros grupos pro-palestinos también se sumaron a los llamados al boicot. Los directores ejecutivos del SF Pride calificaron los boicots como resultado de desinformación. En respuesta, se llevó a cabo una marcha alternativa denominada «No hay orgullo en el genocidio», organizada por activistas LGBT+, que contó con la participación de más de mil personas. SF Pride también enfrentó críticas de grupos pro-israelíes tras publicar un comunicado que sugería que una carroza israelí sería excluida del desfile. Posteriormente, aclararon que ninguna carroza israelí se había inscrito antes del plazo establecido y reafirmaron que «la inclusión radical es un valor central».
En Boston, más de 100 manifestantes bloquearon el desfile del Orgullo de Boston. Dos manifestantes fueron detenidos por la policía de Boston. Más de 60 organizaciones pro-palestinas pidieron que Boston Pride se desvinculara de empresas que, según ellas, tienen vínculos con Israel. Activistas pro-palestinos afiliados a Writers Against the War on Gaza bloquearon temporalmente el desfile del Orgullo de Nueva York en 2024, cuando varios manifestantes rompieron las barricadas y pintaron las calles de rojo.Los activistas dirigieron un canto de «llamada y respuesta» con el público del desfile, hasta que la policía de Nueva York (NYPD) arrestó a diez de ellos. El desfile también contó con participantes tanto pro-israelíes como pro-palestinos. Dos de los grandes mariscales del desfile declararon que Israel estaba cometiendo un genocidio durante el conflicto. Tres miembros de Queers for Palestine fueron arrestados el 11 de mayo en una carretera hacia Disneyland después de bloquear el tráfico.
Los Glasgow Greens y los Rainbow Greens del Partido Verde Escocés marcharon bajo la denominación: "No hay orgullo en el genocidio: Bloque radical" en lugar de participar en el "Green Bloc" del desfile.